# Barry Levinson
Barry Levinson, född 6 april 1942 i Baltimore i Maryland, är en amerikansk regissör, filmproducent och manusförfattare.

## Filmografi i urval
| År   | Filmtitel                 | Manus- författare | Regissör | Producent |
| ---- | ------------------------- | ----------------- | -------- | --------- |
| 1976 | Det våras för stumfilmen  | Ja                |          |           |
| 1977 | Det våras för galningarna | Ja                |          |           |
| 1979 | ...och rättvisa åt alla   | Ja                |          |           |
| 1982 | Fiket                     | Ja                | Ja       |           |
| 1987 | Bäddat för trubbel        | Ja                | Ja       |           |
| 1987 | Good Morning, Vietnam     |                   | Ja       |           |
| 1988 | Rain Man                  |                   | Ja       |           |
| 1991 | Bugsy                     |                   | Ja       | Ja        |
| 1992 | Toys                      | Ja                | Ja       | Ja        |
| 1994 | Skamgrepp                 |                   | Ja       | Ja        |
| 1996 | Sleepers                  | Ja                | Ja       | Ja        |
| 1997 | Donnie Brasco             |                   |          | Ja        |
| 1997 | Wag the Dog               |                   | Ja       | Ja        |
| 1998 | Sphere – farkosten        |                   | Ja       | Ja        |
| 1999 | Liberty Heights           | Ja                | Ja       | Ja        |
| 2000 | Den perfekta stormen      |                   |          | Ja        |
| 2001 | Bandits                   |                   | Ja       | Ja        |
| 2004 | Envy                      |                   | Ja       | Ja        |
| 2006 | Man of the Year           | Ja                | Ja       |           |
| 2008 | What Just Happened        |                   | Ja       | Ja        |
| 2012 | The Bay                   | Ja                | Ja       | Ja        |
| 2017 | The Wizard of Lies        |                   | Ja       |           |